# Os Três Primeiros
Os Três Primeiros é o quarto álbum ao vivo e o quinto em vídeo da banda de pop rock brasileira Skank, e também o último trabalho do grupo, gravado em 25 de novembro de 2017 no Circo Voador, Rio de Janeiro, e lançado em 10 de outubro de 2018 pela Sony Music.
O álbum consiste em versões ao vivo de canções gravadas originalmente pelo grupo em seus três primeiros álbuns: Skank (1992), Calango (1994) e O Samba Poconé (1996), além de duas canções inéditas: "Beijo na Guanabara" e "Algo Parecido", ambas gravadas em estúdio.

## Faixas

#### Disco 1
1. Réu e Rei
2. Baixada News
3. Tanto (I Want You)
4. Homem que Sabia Demais
5. In(Dig)Nação
6. Let Me Try Again
7. Jackie Tequila
8. Pacato Cidadão
9. Esmola
10. É Proibido Fumar
11. Te Ver
12. O Beijo e a Reza
13. A Cerca

#### Disco 2
1. Sala Bikini (instrumental)
2. É Uma Partida de Futebol
3. Eu Disse a Ela
4. Os Exilados
5. Zé Trindade
6. Sem Terra
7. Poconé
8. Garota Nacional
9. Tão Seu
10. Beijo na Guanabara (estúdio)
11. Algo Parecido (estúdio)

#### DVD
1. Réu e Rei
2. Baixada News
3. Tanto (I Want You)
4. Homem que Sabia Demais
5. In(Dig)Nação
6. Let Me Try Again
7. Jackie Tequila
8. Pacato Cidadão
9. Esmola
10. É Proibido Fumar
11. Te Ver
12. O Beijo e a Reza
13. A Cerca
14. Sala Bikini (instrumental)
15. É Uma Partida de Futebol
16. Eu Disse a Ela
17. Os Exilados
18. Zé Trindade
19. Sem Terra
20. Poconé
21. Garota Nacional
22. Tão Seu

## Créditos e pessoal

#### Skank
- Samuel Rosa - voz e guitarra
- Henrique Portugal - teclados e vocal de apoio
- Lelo Zaneti - baixo e vocal de apoio
- Haroldo Ferretti - bateria

#### Músicos de apoio
- Doca Rolim - guitarra
- Chico Amaral - saxofone
- Vinícius Augustus - saxofone
- Paulo Márcio - trompete
- Pedro Aristides - trombone